# 青野ヶ原駅
もしかして
- 青野ケ原駅

ではありませんか？